# Traforo stradale dell'Arlberg
Il traforo stradale dell'Arlberg è, con i suoi 13.972 m di lunghezza, la galleria stradale più lunga dell'Austria. Si trova al di sotto del Passo dell'Arlberg. La galleria a canna unica, gestita dalla ASFINAG, è percorsa dalla Superstrada dell'Arlberg (S16) e fa parte della strada europea E60.

## Storia

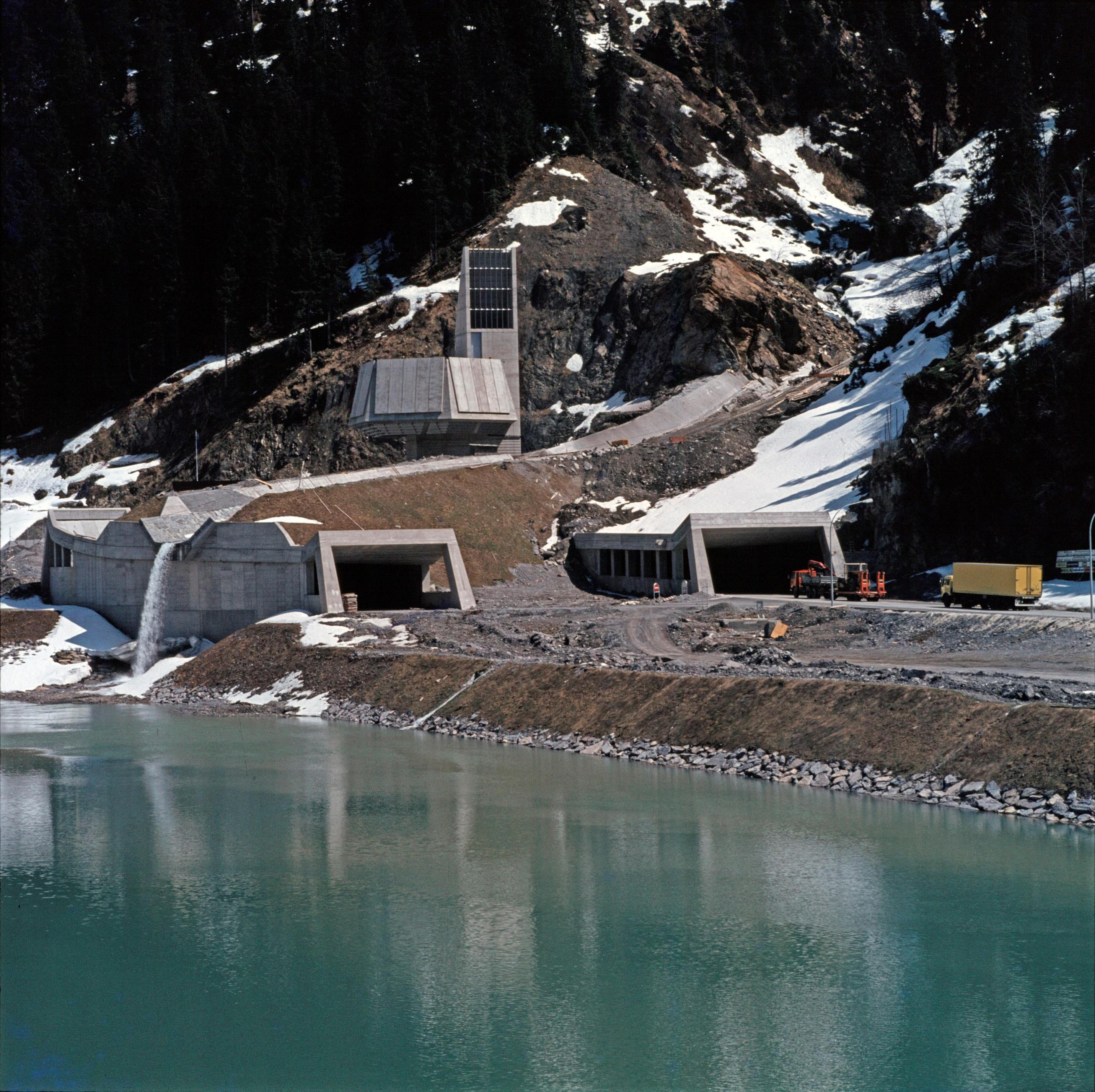
L'ingresso ovest del tunnel stradale di Arlberg poco dopo la sua apertura nel 1979.

Con l'aumento del traffico di autoveicoli nel XX secolo la strada del valico divenne insufficiente. Si decise quindi la costruzione di una galleria stradale tra Langen am Arlberg e St. Anton am Arlberg, che rappresenta un'alternativa praticabile anche durante l'inverno alla strada del passo dell'Arlberg. La costruzione costò circa 300 milioni di euro. Il 5 luglio 1974 iniziarono i lavori e lo scavo fu completato il 9 ottobre 1977, permettendo di aprire al traffico il tunnel il 1º dicembre 1978. Una particolarità del traforo è il fatto che è composto da due gallerie collegate da un ponte completamente coperto. Sul lato tirolese la gola della Rosannaschlucht divide l'opera in due parti, prima che il massiccio in direzione Vorarlberg si innalzi sopra la galleria.

## Costruzione
Il traforo è predisposto per 1.800 veicoli all'ora e dispone di 4 centrali di ventilazione, un pozzo di ventilazione della lunghezza di 736 m (il più alto d'Europa), 12 ventilatori, un nastro illuminato continuo con intensità regolabile, 43 telecamere per la sorveglianza del traffico, telefoni d'emergenza ogni 212 m e 16 nicchie di sosta.
Per migliorare la sicurezza nel tunnel attualmente (2006), come prima tappa dei lavori di miglioramento, vengono costruiti otto cunicoli di collegamento della lunghezza tra 150 m e 300 m verso il traforo ferroviario dell'Arlberg che corre parallelamente. In questo modo la distanza massima delle vie di fuga corrisponde a 1.700 m. Nella seconda tappa dei lavori la distanza verrà ridotta a 850 m e nella terza e ultima tappa a 425 m. Infine è prevista anche la costruzione di un cunicolo di fuga parallelo (entro il 2019). Il cunicolo disporrà anche di locali che potranno ospitare 800 persone. Il completamento della prima tappa dei lavori è previsto per l'inizio del 2007.
Il transito nel traforo è soggetto a pedaggio e nel 2022 costava 11,00 €.